# Panamá nos Jogos Olímpicos de Verão de 1948
O Panamá participou dos Jogos Olímpicos de Verão de 1948 na cidade de Londres, no Reino Unido. Nessa edição dos jogos, o único atleta a competir, Lloyd LaBeach, ganhou duas medalhas de bronze? no atletismo. Essas foram as primeira medalhas ganhas pelo país em Jogos Olímpicos

## Medalista

### Bronze
- Lloyd LaBeach — Atlestismo, 100 metros
- Lloyd LaBeach — Atlestismo, 200 metros